# Sinteza zilei

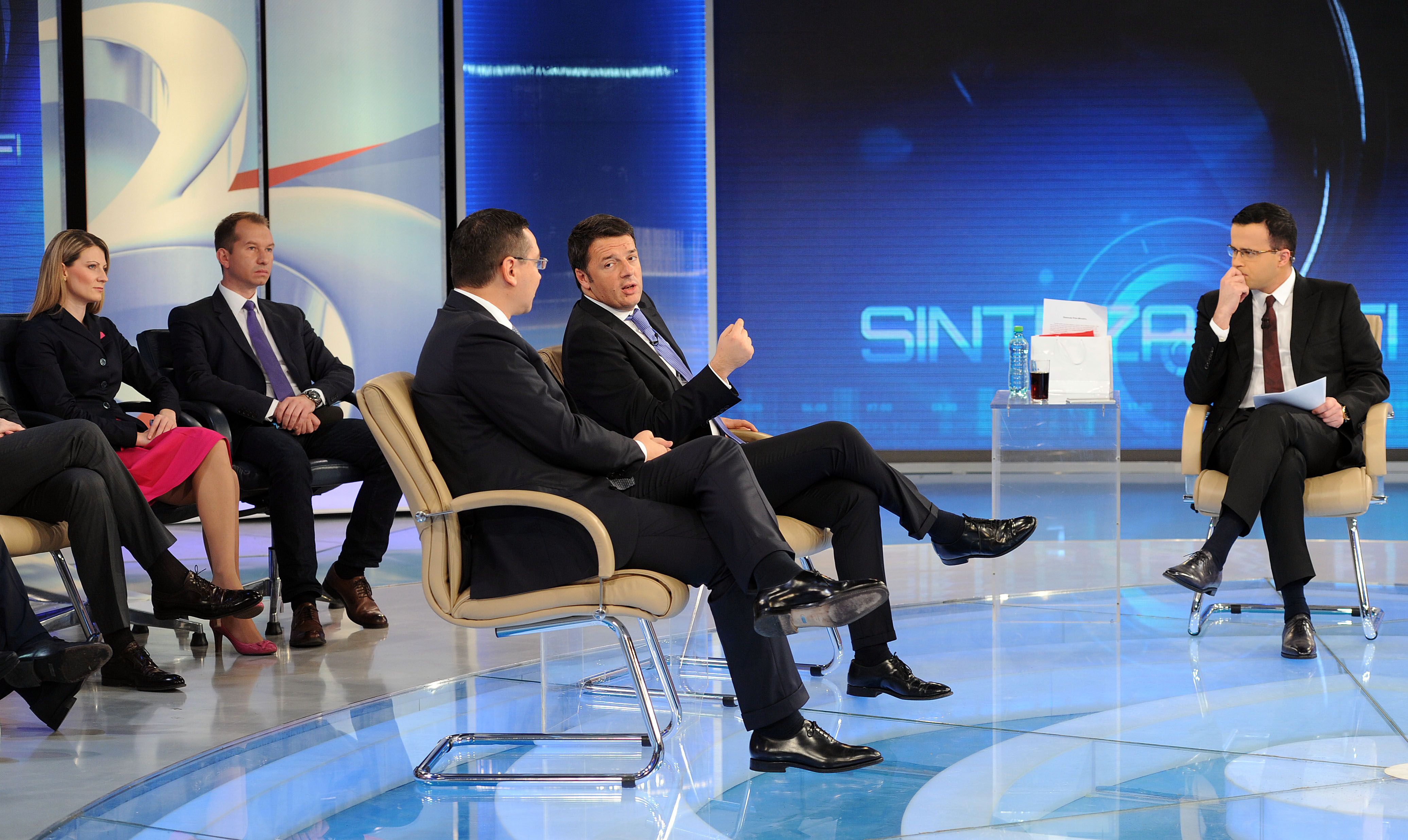
Platoul de filmare al emisiunii Sinteza zilei de Mihai Gâdea. În cadrul platoului se află prezentatorul Mihai Gâdea în dreapta, iar în partea stângă invitatul Victor Ponta alături de fostul premier al Republicii Italiene Matteo Renzi.

Sinteza Zilei este un talk-show al canalului de televiziune Antena 3, difuzat în fiecare seară, de luni până joi, de la ora 21:00 până la ora 23:45 sau 01:00 (în edițiile prelungite), moderat de Mihai Gâdea.

## Activitate
Emisiunea dezbate subiecte și evenimente din viața politică. Scandalurile de prima pagină a ziarelor sunt de obicei subiectul discuției la ediția din seara respectivă. Moderatorul Mihai Gâdea exprima editorial opinii despre tot ceea ce ține de politică, sau anumite ipoteze posibile din domeniu.

## Invitați
În toată istoria sa, emisiunea a avut o serie de invitați renumiți. 
- Unul dintre cei mai importanți, a fost Octavian Paler, care obișnuia să fie prezent în fiecare miercuri în studio. În ediția de după moartea sa, emisiunea a avut ca temă "Octavian Paler" și ca invitat pe Emil Hurezeanu.

- În anul 2007 printre invitați se numără Victor Ciutacu, Mircea Badea, Sorin Roșca Stănescu, Bogdan Teodorescu, Paul Păcuraru, Teodor Meleșcanu, Adrian Năstase, Ion Iliescu, Adrian Păunescu, Adrian Cioroianu, Victor Ponta, Varujan Vosganian, Marian Vanghelie, Crin Antonescu  și Mircea Geoană.